# Soldiers: Heroes of World War II
Soldiers: Heroes of World War II (В тылу врага, littéralement « Derrière les lignes ennemies ») est un jeu vidéo de tactique en temps réel  développé par Best Way sur PC sorti en juillet 2004.

## Histoire
Soldiers : Heroes of World War II se déroule pendant la Seconde Guerre mondiale. Le joueur choisit l'une des 4 campagnes complètes ou l'une des 8 missions individuelles qui s'offrent lui. On trouvera les compagnes russe, américaine, anglaise et allemande. Les missions en aparté sont de petits défis, qui ne rentrent pas dans le cadre d'une campagne.

## Système de jeu

### Interface
Dans un premier temps, le jeu peut poser certaines difficultés lors de sa prise en main, mais il fera au bout de quelque temps le bonheur de tout un chacun. Effectivement, la programmation des touches n'est pas évidente, malgré de multiples combinaisons de touche possible (Alt, Ctrl, Shift, AltGr, Tab, ...). Encore une fois, dès les actions de jeu correctement maîtrisées, le plaisir finira par se faire sentir.

### Jouabilité
Le jeu offre une multitude de placements différents pour des unités. Accroupi derrière un muret, caché dans les fourrés ou derrière un véhicule ne sont qu'une maigre liste des possibilités. La faculté de conduire les véhicules ennemis, de placer un soldat au volant ainsi qu'un autre à la mitrailleuse embarquée tient également toutes ses promesses.
Les armes transportées par les unités d'infanterie ne sont pas fixes. Il est tout à fait possible, dans la limite de place disponible dans le paquetage du soldat, de demander à ce dernier d'utiliser une arme qu'il trouvera par terre.
Le paquetage des soldats est une zone de 4 cases sur 10. Sachant que les objets transportables peuvent prendre d'une case (munitions de fusil, grenades normales) à 8 (mitrailleuse MG-42, obus de canon), il convient au joueur de gérer cela avec précision.
Mais ce n'est pas tout, car chaque objet a aussi un poids. Plus le poids transporté par le soldat est important, moins il se déplacera rapidement. Pour citer un exemple, un obus de canon pèsera beaucoup plus lourd qu'une mitrailleuse MG-42, ces objets occupant tous les deux 8 cases. Il est donc important de garder cette notion à l'esprit.

## Les campagnes
Le joueur peut choisir d'entamer une campagne de son choix, où chaque mission aura un lien non seulement logique mais aussi historique avec la précédente.

### La campagne russe
Elle commence par la prise d'un village fortifié allemand.

### La campagne américaine
Elle débute par le parachutage raté en Hollande (opération Market Garden).

### La campagne britannique
Elle commence avec l'infiltration d'un agent britannique au sein d'un complexe portuaire militaire allemand dans la région du nord de la France.

### La campagne allemande
Elle débute dans l'attaque d'un corps de ferme puis dans les missions suivantes, celle de Villers-Bocage.

## Les missions annexes
Le joueur peut aussi choisir un défi parmi les 8 missions proposées. Ces missions mettent en jeu des unités militaires puissantes, déclarées comme marquant un tournant dans la Deuxième Guerre mondiale.

### La colère du Tigre
Mission où le contrôle du joueur se situe côté Allemand.
Le Tigre, célèbre char Allemand, fut un outil de guerre destructeur. Ici, il est sous vos ordres et vous avez la mission de le conserver et de l'exploiter au maximum de ses capacités afin de repousser l'ennemi.

## Accueil
| Soldiers : Heroes of World War II |      |       |
| Média                             | Pays | Notes |
| Canard PC                         | FR   | 6/10  |
| Computer Gaming World             | US   | 4/5   |
| Gamekult                          | FR   | 5/10  |
| GameSpot                          | US   | 79 %  |
| Gen4                              | FR   | 79%   |
| IGN                               | US   | 85 %  |
| Jeuxvideo.com                     | FR   | 15/20 |
| Joystick                          | FR   | 4/10  |
| PC Gamer UK                       | GB   | 87 %  |
| PC Gamer US                       | US   | 83 %  |
| Compilations de notes             |      |       |
| Metacritic                        | US   | 77 %  |